# Night of the Day of the Dawn
Night of the Day of the Dawn é uma série de filmes tipo "Parody film" (paródias de filmes já produzidos), escrito, produzido, estrelado e dirigido por James Riffel.

## Parte 1
O primeiro filme é inédito e nunca exibido. A produção é um edição de vários filmes produzidos por alunos e colegas de Riffel na Universidade de Nova Iorque.

## Parte 2
Night of the Day of the Dawn of the Son of the Bride of the Return of the Revenge of the Terror of the Attack of the Evil, Mutant, Alien, Flesh Eating, Hellbound, Zombified Living Dead Part 2 é o segundo filme da série, produzido e lançado em 1991 e apresentado em 2005 no "New York City Horror Film Festival". É uma paródia do filme A Noite dos Mortos-Vivos, de 1968.
Com 41 palavras e 168 caracteres (sem contar os espaços), é considerado o maior título de um filme em língua inglesa.

## Parte 3
Night of the Day of the Dawn of the Son of the Bride of the Return of the Revenge of the Terror of the Attack of the Evil, Mutant, Hellbound, Flesh-Eating Subhumanoid Zombified Living Dead, Part 3 foi produzido em 2005 como forma de paródia do filme Guerra dos Mundos, com um orçamento de US $92.37, enquanto o filme de Steven Spielberg utilizou US $200 milhões.

## Parte 4
Night of the Day of the Dawn of the Son of the Bride of the Return of the Revenge of the Terror of the Attack of the Evil, Mutant, Hellbound, Flesh-Eating Subhumanoid Zombified Living Dead, Part 4, também produzido em 2005, parodia o filme "The Most Dangerous Game" de 1932. Foi lançado na internet e custou US $99.00.

## Parte 5
Night Of The Day Of The Dawn Of The Son Of The Bride Of The Return Of The Revenge Of The Terror Of The Attack Of The Evil, Mutant, Hellbound, Flesh-Eating, Crawling, Alien, Zombified, Subhumanoid Living Dead — Part 5 foi produzido e lançado em 2011. Parodia filmes e séries de TV das décadas de 1950 e 1960.
Contendo 40 palavras e 219 caracteres, sem espaços, tornou-se o títulos mais longos de filmes já feitos.